# Mezőzombor
Mezőzombor é um município da Hungria, situado no condado de Borsod-Abaúj-Zemplén. Tem 38,79 km² de área e sua população em 2015 foi estimada em 2.447 habitantes.